# Usan
Lo Stato di Usan (Usanguk) occupava Ulleungdo e altre isole adiacenti nell'epoca dei tre regni di Corea. Secondo il Samguk sagi, fu conquistato da un generale di Silla, Yi Sabu, nel 512. Si racconta che egli abbia utilizzato leoni o tigri di legno per spaventare i suoi abitanti fino ad ottenerne la resa. È stato scritto chiaramente che l'alias di Usa è Ulleungdo. Lo Stato di Usan è raramente citato nelle fonti storiografiche, ma sembra abbia condotto un'esistenza autonoma fino alla sua definitiva annessione da parte di Goryeo nel 930.

## Mappe

Usan
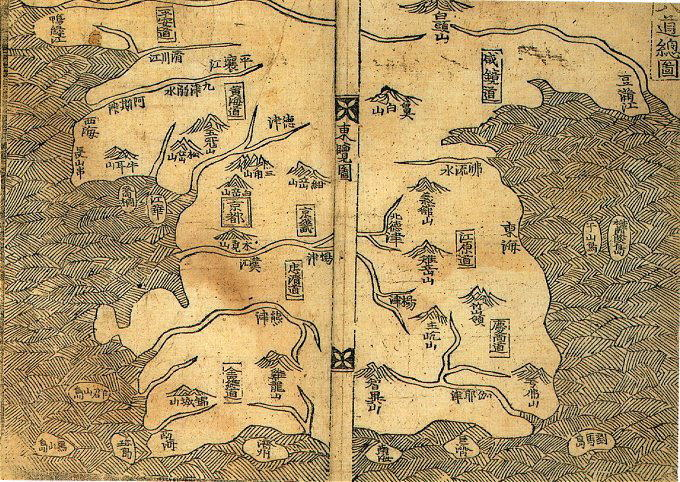
Mappa della Dinastia Joseon (1530)
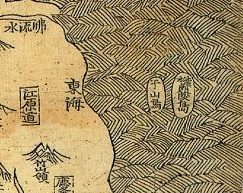
Mappa della Dinastia Joseon (1530): Ulleungdo (鬱陵島) e Usan (于山島)
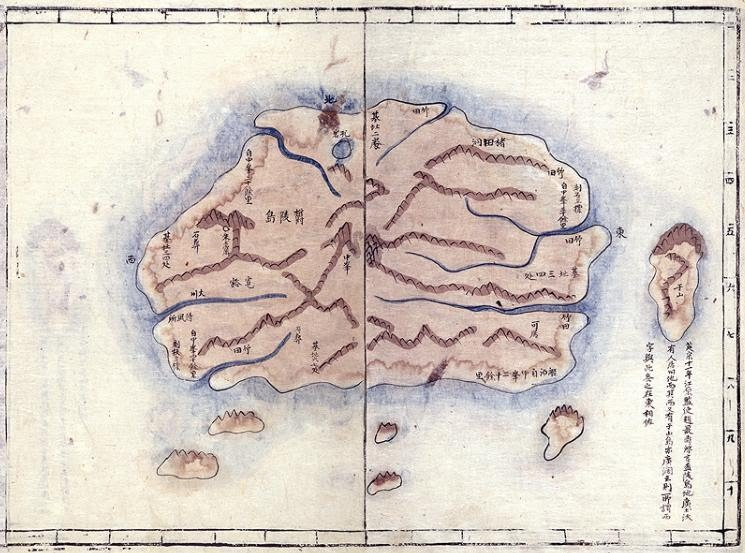
Kim Jeong-ho "Daedongyeojido", mappa della Dinastia Joseon (1861): Ulleungdo (鬱陵島) e Usan (于山)
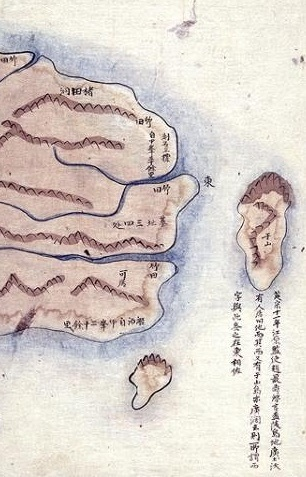
Kim Jeong-ho "Daedongyeojido" (1861): Ulleungdo (鬱陵島) e Usan (于山)
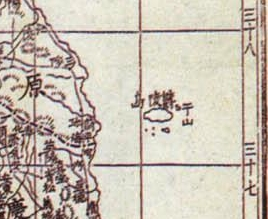
Mappa dell'Impero coreano (1899): Ulleungdo (鬱陵島) e Usan (于山)